# Condromalacia rotuliana
La condromalacia rotuliana también conocida como síndrome femoropatelar, condromalacia patelar o condritis rotuliana es una enfermedad caracterizada por la degeneración de la superficie articular cartílago que constituye la cápsula posterior de la rodilla. Produce malestar o dolor sordo alrededor o detrás de la rótula, y es un padecimiento bastante común entre adultos jóvenes, especialmente jugadores de baloncesto, vóley, fútbol, ciclistas, karatecas, tenistas, remeros, bailarines de ballet, corredores, etc. Los jugadores de rugby son también propensos a esta enfermedad, especialmente quienes juegan en posiciones en las que las rodillas realizan esfuerzos importantes. Asimismo, los alpinistas también son propensos a padecerla, al soportar un gran peso por sus mochilas y sobre todo en nieve.
Puede generarse a partir de una lesión aguda de la rótula o mediante la fricción crónica entre la rótula y la articulación del fémur al mover la rodilla. El diagnóstico de condromalacia corresponde a una rodilla cuya estructura ha sido dañada, mientras que la descripción más genérica de "síndrome patelo-femoral" se refiere a los estadios iniciales de la enfermedad, en los que los síntomas pueden ser totalmente reversibles. 

## Evolución y uso del término
El término "condromalacia"  es un término ya desfasado que se utilizó en el siglo XX. A principio de ese siglo investigadores europeos desarrollaron la teoría de que el reblandecimiento del cartílago es la causa del dolor en la rodilla, pues es esta la traducción literal del término. Para finales del siglo XX esta teoría estaba ya desacreditada, pero los profesionales de la salud continúan utilizando el término para diagnosticar pacientes con dolor en ese lugar cuando no tienen detalles de la causa exacta del dolor. Todavía se utiliza con este sentido, aunque cada vez menos, ya que está siendo reemplazado por el de "síndrome patelofemoral", término utilizado por los profesionales cuando no tienen una explicación más específica para el dolor del paciente.
Se reconoce actualmente (2007) que ambas designaciones engloban un gran y dispar número de condiciones médicas que pueden causar dolor en la rodilla, incluyendo estrechamiento ileotibial, neuritis, bursitis, uso excesivo, desalineación, estabilidad del núcleo, entre otras.
El término condromalacia o condropatia suele utilizarse -además- para describir cartílago de aspecto anormal en cualquier parte del cuerpo. Un radiólogo podría -por ejemplo- reportar condromalacia en una RMN de un tobillo.
Debido a la gran variedad de tipos, no existe una sola causa para la condromalacia. Hay tantas causas como hay condiciones diversas agrupadas en el término condromalacia.

## Etiología
Tratándose de una descripción sintomática, la etiología de la condromalacia rotuliana no es única, y existen factores que predisponen al padecimiento, tales como traumatismos, sobrepeso, sinovitis prolongada, mal alineamiento del mecanismo extensor de la rodilla, pronación del pie, rótula alta, subluxación, antecedentes genéticos o anomalías congénitas de la rótula, entre otros. 
De acuerdo a las investigaciones más recientes, el padecimiento suele originarse en una carga mecánica o fisiológica excesiva, junto a la irritación de las terminales nerviosas que generan un proceso inflamatorio que involucra a la sinovial, produciendo sin tratamiento adecuado síntomas crónicos.

## Diagnóstico
Existen para el diagnóstico distintos test ortopédicos y mediciones. Algunos de ellos son:
- Medición del ángulo Q: Consiste en medir el ángulo formado entre la tibia y el fémur usando como centro el dentro de la rótula. Un ángulo mayor a 20º se correlaciona con dolor de origen femororotuliano.[1]

- Test de Smmlliie: Se trata de un test ortopédico consistente en llevar la rótula hacia una posición lateral con el paciente situado en una posición de decúbito supino.  A continuación solicitar una flexión activa de la rodilla del paciente y repetir el desplazamiento de la rótula en diferentes grados de flexón. La aparición de dolor y/o tensión en la musculatura del muslo indicaría un resultado positivo.[1]

## Grados
Existen varios grados para determinar la evolución de la misma:
- Grado 1: En el que existe edema y el cartílago rotuliano ya está reblandecido.
- Grado 2: Fibrilación o alteración en la superficie del cartílago. Esto se ve en las artroscopias como si el cartílago "se deshilachara".
- Grado 3: Fisuración, existiendo ya hendiduras que alcanzan las capas más profundas.
- Grado 4: Ulceración, agravándose las hendiduras anteriores.
- Grado 5: Eburnación, debido a la profundización de la ulceración se llega a afectar el hueso subcondral que tenderá a hipertrofiarse como en la artrosis.

## Tratamiento
El tratamiento se centrará en orientar de forma adecuada la posición de la rótula en el espacio para evitar el pellizco articular. El control motor adecuado de las fibras oblicuas del vasto medial del cuádriceps sirve para realinear de forma fisiológica la orientación de la patela. 
La fisioterapia basada en ejercicios de control motor mejora significativamente la clínica patelar (1) 
El empleo de vendajes rígidos tipo McConnell demuestran también dicha efectividad (2).